# Mitrovicë
Mitrovicë (bepaalde vorm: Mitrovica; Servisch: Косовска Митровица, Kosovska Mitrovica; vaak aangeduid met de verkorte Servische naam Mitrovica) is een stad in Kosovo en de hoofdstad van de gelijknamige regio Mitrovica. In 2024 telde de stad in totaal 72.662 inwoners, waarvan 64.742 in de gemeente Zuid-Mitrovica (Mitrovica e Jugut) en 7.920 in de gemeente Noord-Mitrovica (Mitrovica e Veriut). De bevolking is multi-etnisch en religieus verdeeld: de grote meerderheid (88%) bestaat uit etnische Albanezen (moslims) en wonen vooral in het zuiden van de stad. De grootste minderheid (7,7%) zijn etnische Serven (Servisch Orthodox) die bijna uitsluitend in het noorden van de stad wonen. Andere, kleine(re) minderheden, met name 1% Bosniakken en 1,4% Ashkali wonen zowel in het noorden als in het zuiden van de stad.

## Verdeelde stad
De twee grootste bevolkingsgroepen worden geografisch van elkaar gescheiden door de Ibarrivier, en omdat het in het verleden geregeld tot gewelddadige confrontaties kwam, wordt Mitrovicë doorgaans als de meest politiek onrustige plaats van Kosovo beschouwd. Om de rust in de stad te bewaren en de Albanezen en etnische Serven uit elkaar te houden zijn enkele duizenden KFOR-militairen en UNMIK-politietroepen in de stad gelegerd. Drie bruggen verbinden het noordelijke en zuidelijke gedeelte, maar vooral de centrale Nieuwe Brug, waar wordt gepatrouilleerd door een aantal leger- en politievoertuigen uit binnen- en buitenland, is een symbool geworden van het nog steeds aanwezige wederzijdse wantrouwen en haat in Kosovo.
Na de Noord-Kosovo-crisis (2011-2013) en het daarop volgende Akkoord van Brussel (19 april 2013) werd Mitrovica ook bestuurlijk gesplitst en opgedeeld in een noordelijke en zuidelijke gemeente; Zowel Noord-Mitrovica als Zuid-Mitrovica worden elk geleid door hun eigen rechtstreeks verkozen burgemeester en hun administratie.

## Veiligheidssituatie
Al sinds het einde van de Kosovo-oorlog in 2000 waarin de Albanese guerrillaorganisatie UÇK tegen het Joegoslavisch leger vocht voor een onafhankelijk Kosovo heerst in de stad Mitrovica een gespannen sfeer waar elk incident kan leiden tot gewelddadig protest van een of andere bevolkingsgroep en hun milities.
De rellen die Kosovo kende in de zomer van 2011 vonden plaats in de grensgemeenten Leposavić en Zubin Potok. Toeristen en andere bezoekers wordt echter geadviseerd uit te kijken met in welke taal men mensen aanspreekt, en bij twijfel Duits of Engels te gebruiken, eerder dan iemand aan te spreken in de taal van de andere gemeenschap.
Zowel in de maanden voor als na de gemeenteraadsverkiezingen van eind april 2023 vonden er gewelddadige rellen plaats in de vier gemeenten die samen de regio Noord-Kosovo vormen: Leposavić, Zvečan, Zubin Potok en ook Noord-Mitrovica. De verkiezingen werden geboycot door de pro-Servische partij 'Srpska Lista' (Servische Lijst). De boycot werd door de etnische Serviërs grotendeels opgevolgd en leidde tot een extreem lage opkomst van 3,47% in Noord-Kosovo. In Noord-Mitrovica ging niemand van de etnisch-Servische bevolking naar de stembus. Met slechts 300 behaalde stemmen werd de in Zuid-Mitrovica wonende Erden Atiq van de pro-Albanese 'Vetëvendosje!'-partij toch verkozen en in mei beëdigd tot de nieuwe burgemeester van Noord-Mitrovica. Volgens de Servische Kosovaren ontbeert burgemeester Atiq elke democratische legitimiteit en is zijn verkiezing het gevolg van apartheid. De pro-Servische politieke leiders beschouwden de beëdiging van hem en nog twee andere Albanese burgemeesters in Noord-Kosovo als een “invasie van het noorden” en riepen op tot protest. In de dagen erna kwam het tot zware confrontaties tussen Servische demonstranten enerzijds en politieagenten en soldaten van NAVO-vredesmacht KFOR anderzijds.

## Geografie
De stad Mitrovica is gelegen nabij de samenvloeiing van de rivieren Ibar, Sitnica, Lushta en Trepça  en is daardoor gevoelig voor overstromingen. De stad wordt omringd door de bergen Kopaonik, Rogozna en Gjeravica die deel uitmaken van de Albanese Alpen, ook wel de Vervloekte Bergen (Servisch/Montenegrijns: Prokletije) genoemd. Deze duistere bijnaam verwijst waarschijnlijk naar het ontoegankelijk karakter van de ruig begroeide bergtoppen, waar in het verleden ook Slavische soldaten, in combinatie met de grillige weersomstandigheden, veel moeite hadden om deze over te steken.

## Bezienswaardigheden

### Zuid-Mitrovica
Het zuiden van de stad concentreert zich rond Çarshi e Vjetër ('oude bazaar'), waar zich de Zandmoskee (Xhamia e Zallit) en het standbeeld van UCK-commandant Shemsi Arif Ahmeti bevinden. Het Etnologisch Museum van Mitrovicë in het 18e-eeuwse Ottomaanse hamamgebouw met negen koepels is momenteel (2011) gesloten, en is op zoek naar een nieuwe locatie. De nieuwe Bayrampaşa-moskee, onder de lokale bevolking beter bekend als de Zandmoskee (Xhamia e Zallit), is de grootste moskee van de stad en een van de grootste van Kosovo. De oorspronkelijke, oude Isa Beg Moskee die op dezelfde plaats stond, werd zwaar beschadigd tijdens de Kosovo-oorlog van 1999 en werd daarna heropgebouwd. De heropbouw werd gefinancierd door de Turkse gemeente Bayrampaşa.
De in 2014 gerestaureerde Servisch-orthodoxe Sint-Savakerk uit 1896-1912 is afgeschermd door prikkeldraad en vormt het centrum van een kleine Servische enclave in Zuid-Mitrovicë. De Sint-Savakerk werd tijdens de anti-Servische pogroms van maart 2004 geplunderd en in brand gestoken door de lokale Albanese bevolking. Daarbij kwamen 27 mensen om het leven. Verder zijn er nog een katholieke kerk, het voormalige Russische consulaat aan de Rruga Kemajl Atatürk, en een standbeeld van Moeder Teresa langs de hoofdstraat richting het noorden.

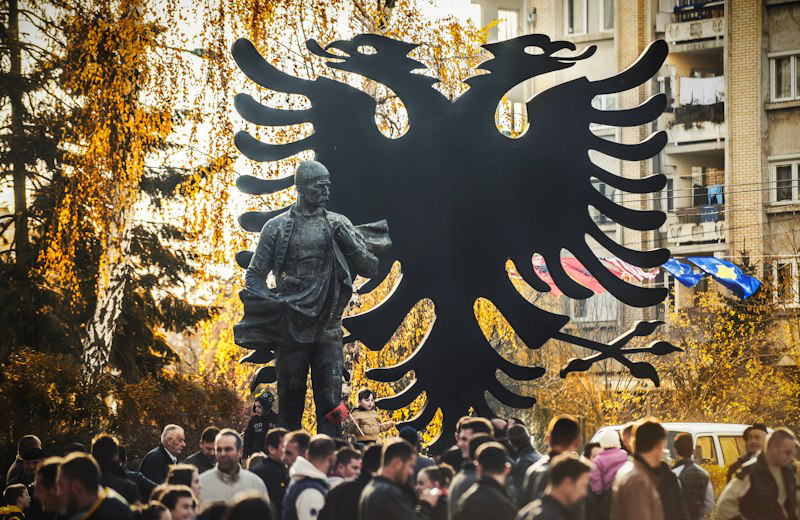
Standbeeld van Isa Boletini tijdens inwijding in 2012
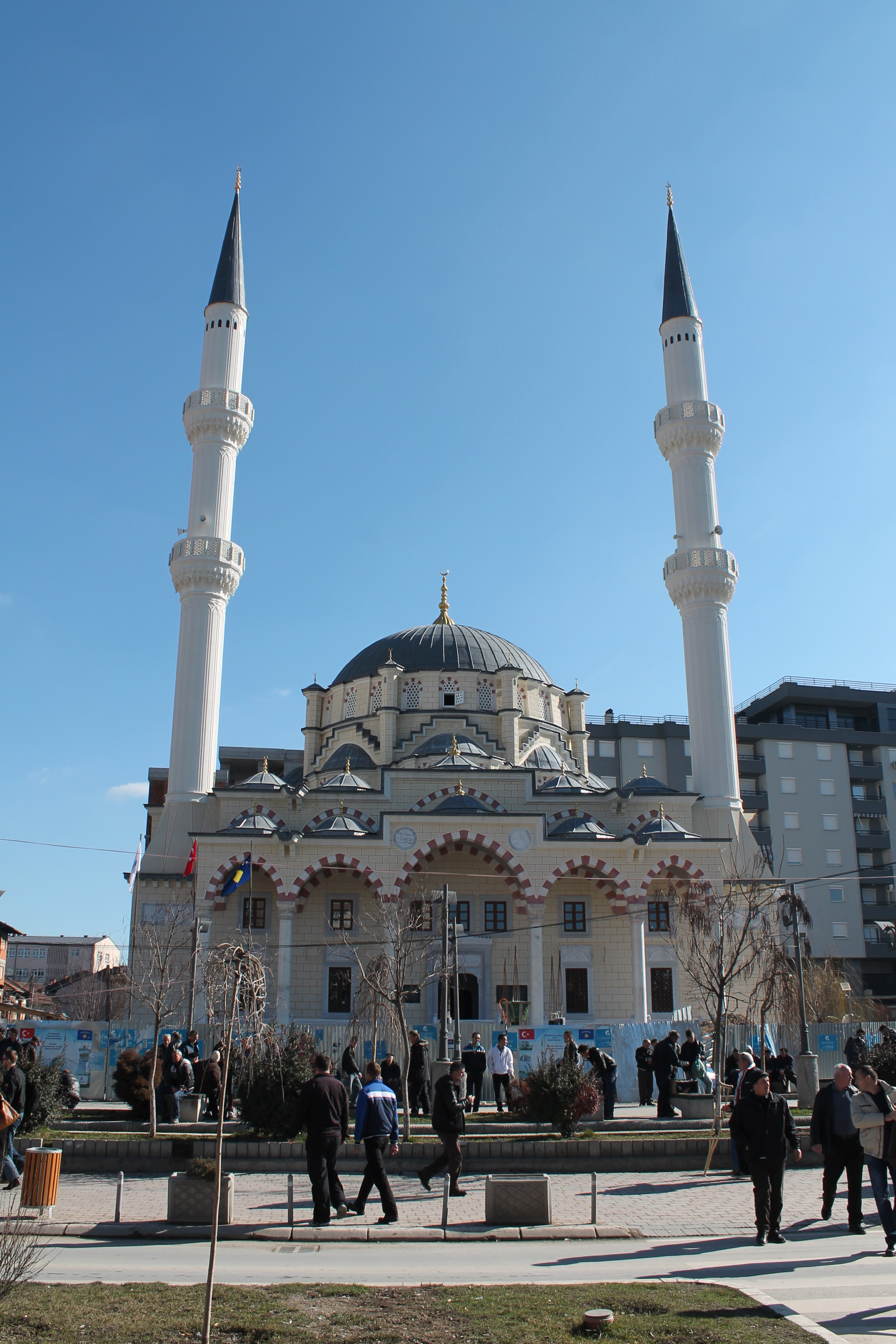
Bayrampaşa-moskee of Zandmoskee
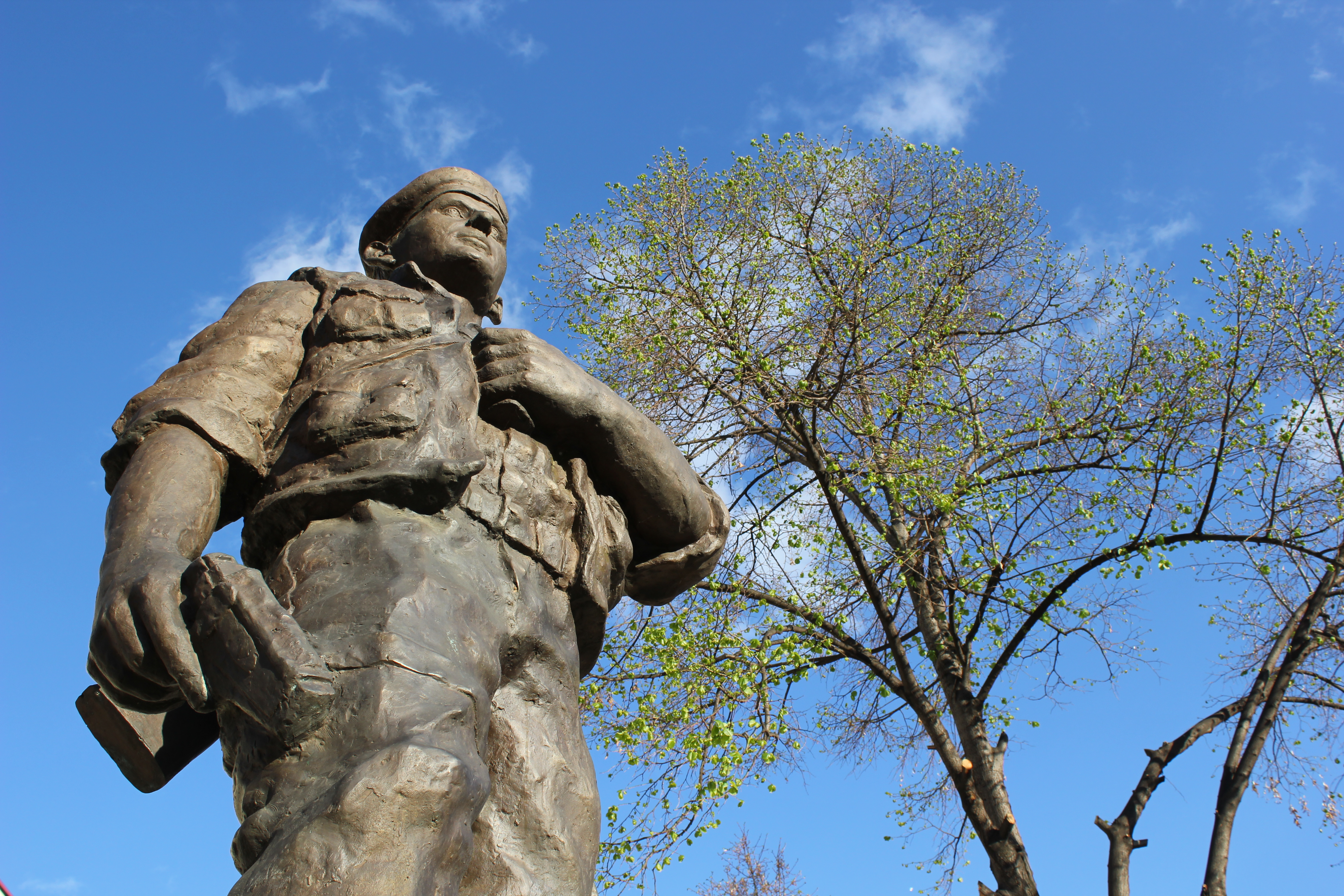
Standbeeld van commandant Shemsi Ahmeti
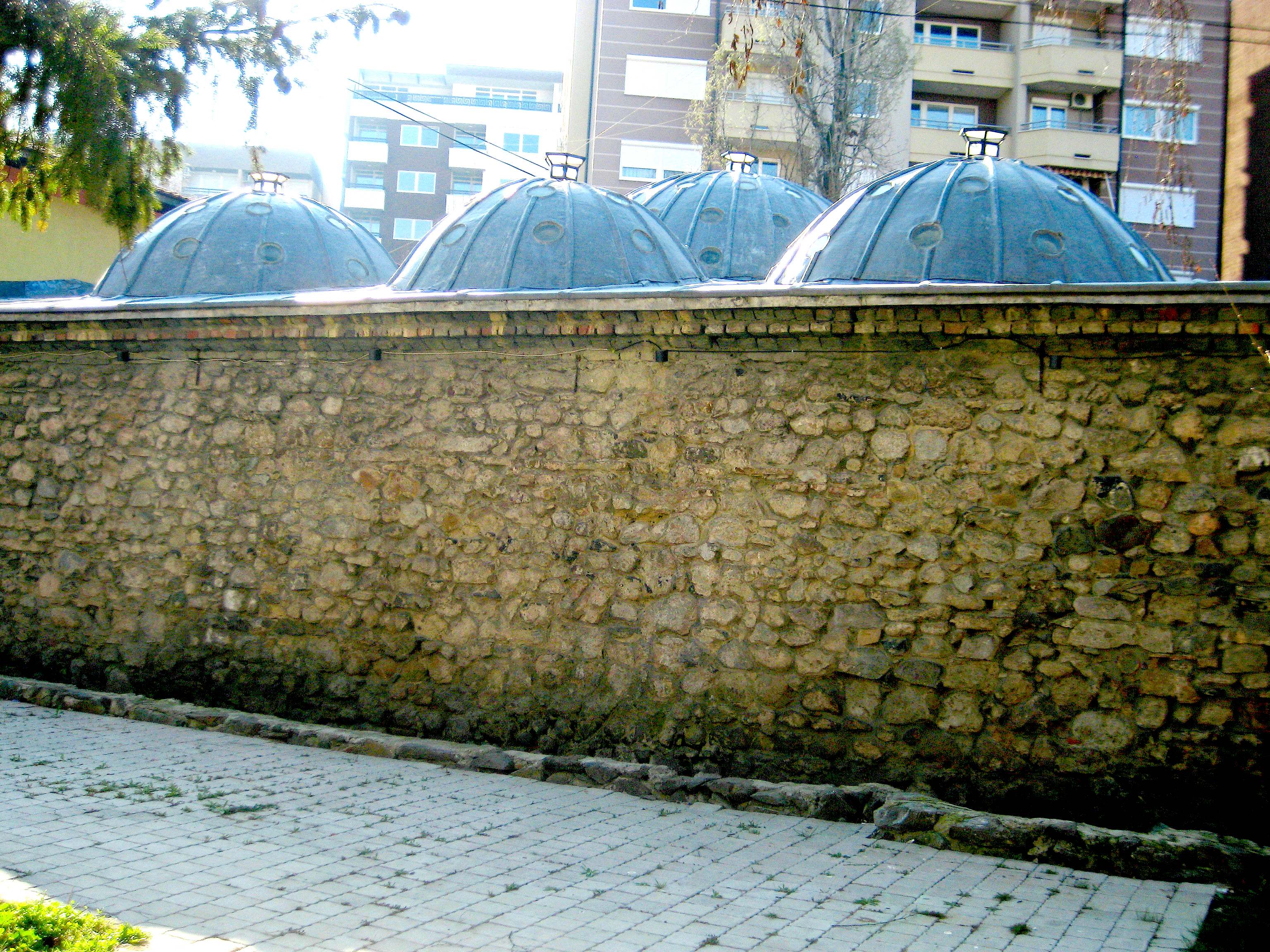
Het Ottomaanse Hamam-gebouw

### Noord-Mitrovica
Boven op een heuvel, op een steenworp van het stadscentrum, werd de nieuwe, Servisch-Orthodoxe,   Heilige Demetrius van Thessaloniki-kerk gebouwd, nadat de vorige in 1999 door brand werd verwoest. Vlak naast dit gebedsgebouw bevindt zich een zgn. spomenik, een monument in communistisch-modernistische stijl ter ere van de gesneuvelde Servische en Albanese partizanen, vooral mijnwerkers, tijdens de Tweede Wereldoorlog. Het Mijnwerkersmonument (een mijnkarretje op twee kolommen) gebouwd in 1973, werd ontworpen door architect Bogdan Bogdanovic en stond oorspronkelijk symbool voor het vreedzaam samenleven van Serviërs en Albanezen.

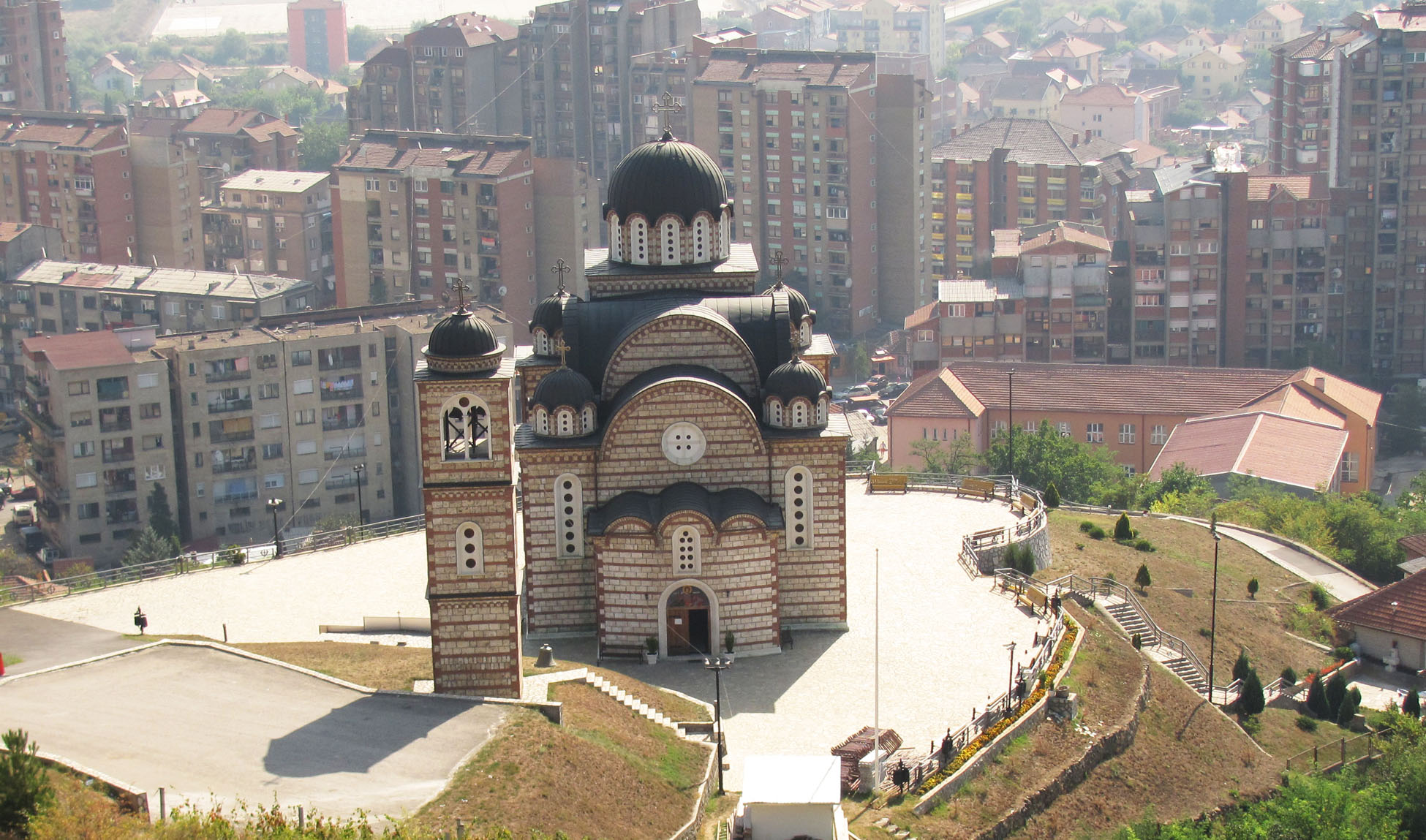
Heilige Demetrius van Thessaloniki-kerk
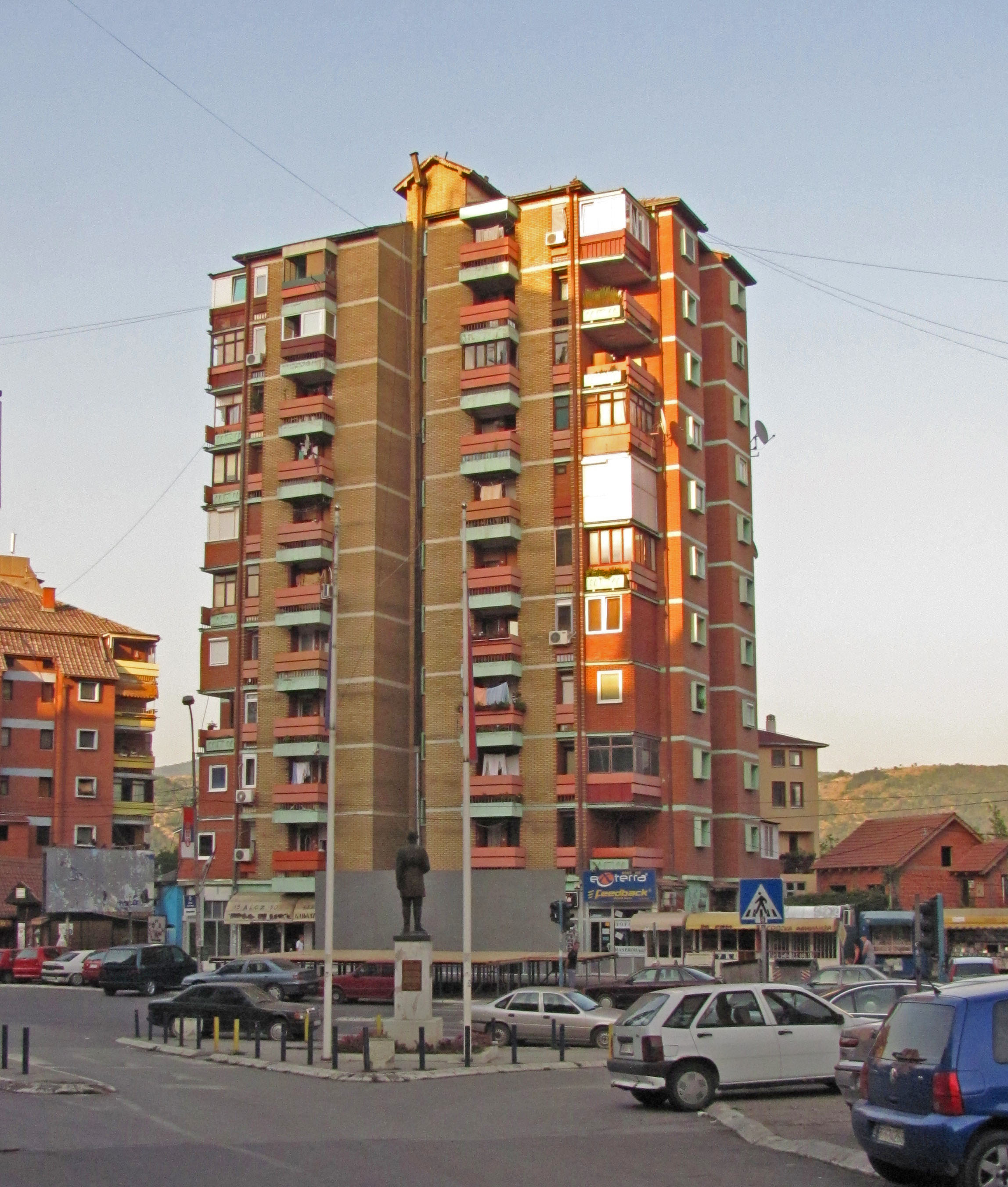
Flatgebouw
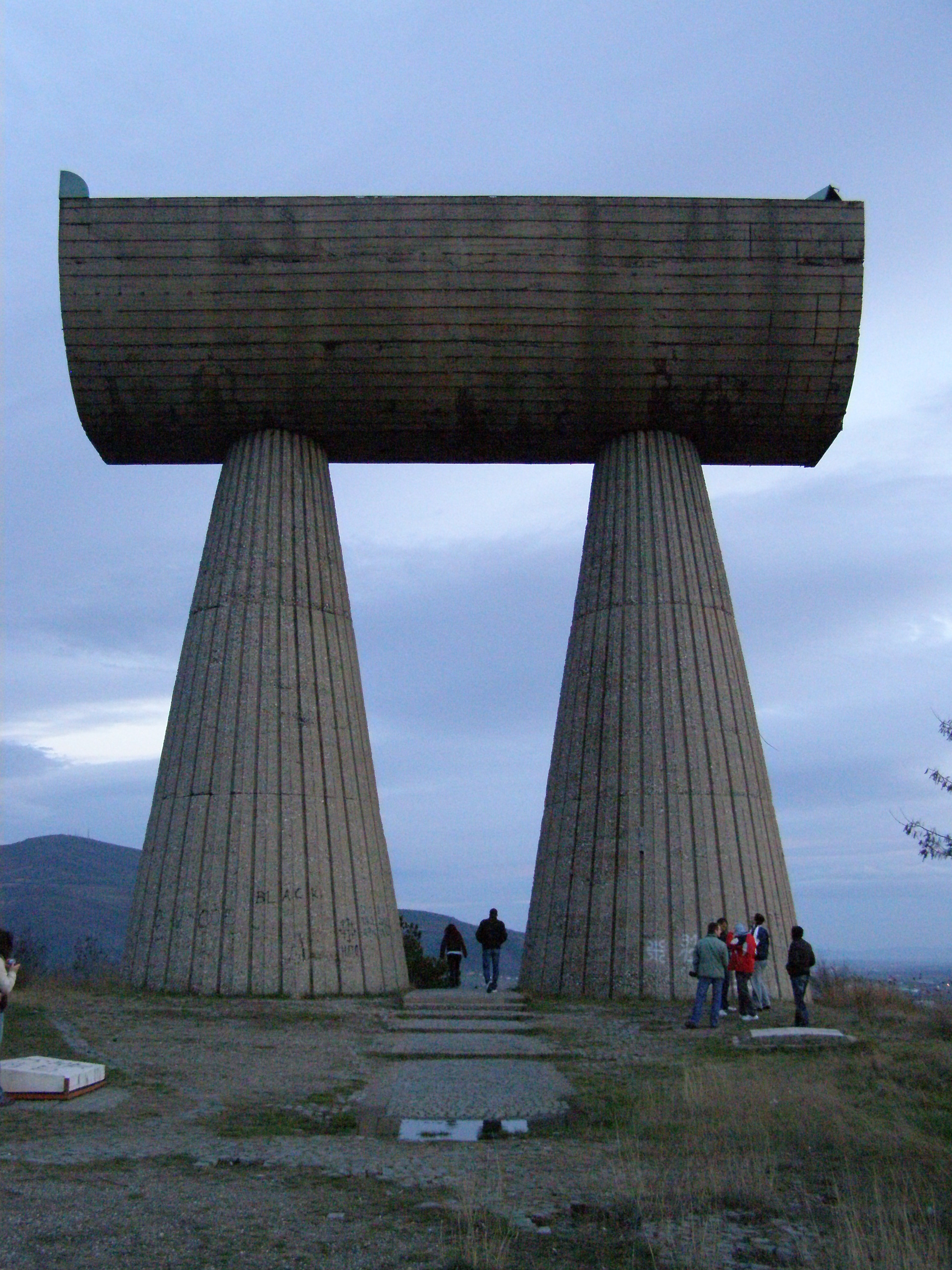
Mijnwerkersmonument
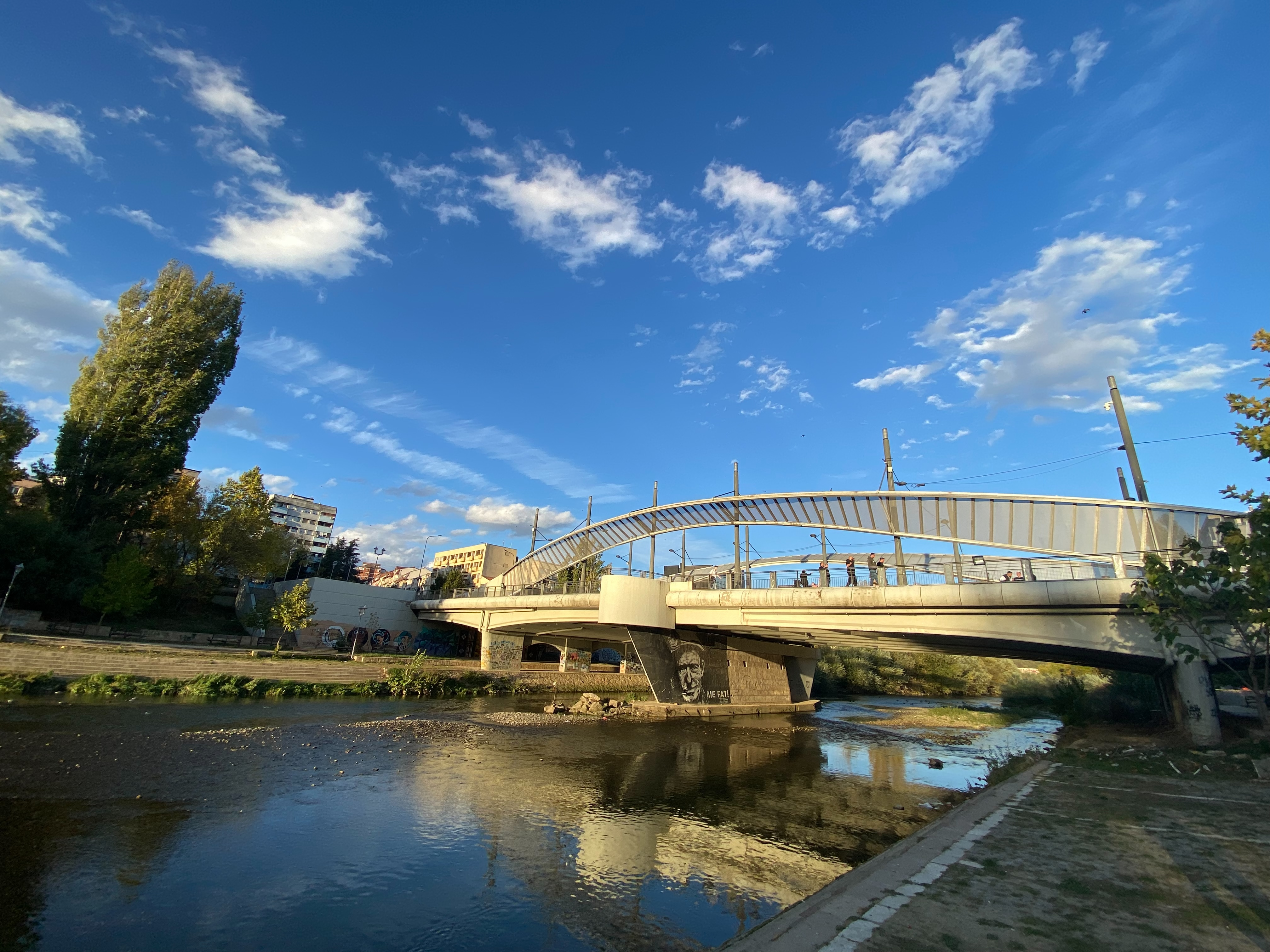
Centrale Nieuwe Brug over de Ibar-rivier

### Buiten het centrum
In zowel Staritërg als Mazhiq zijn nog 12e- tot 15e-eeuwse mijncomplexen van gigant Trepča te vinden. Het plaatsje Staritërg heeft eveneens een 13e-eeuwse katholieke kerk. Zasellë huisvest het Ćutetkasteel uit de 14e eeuw.

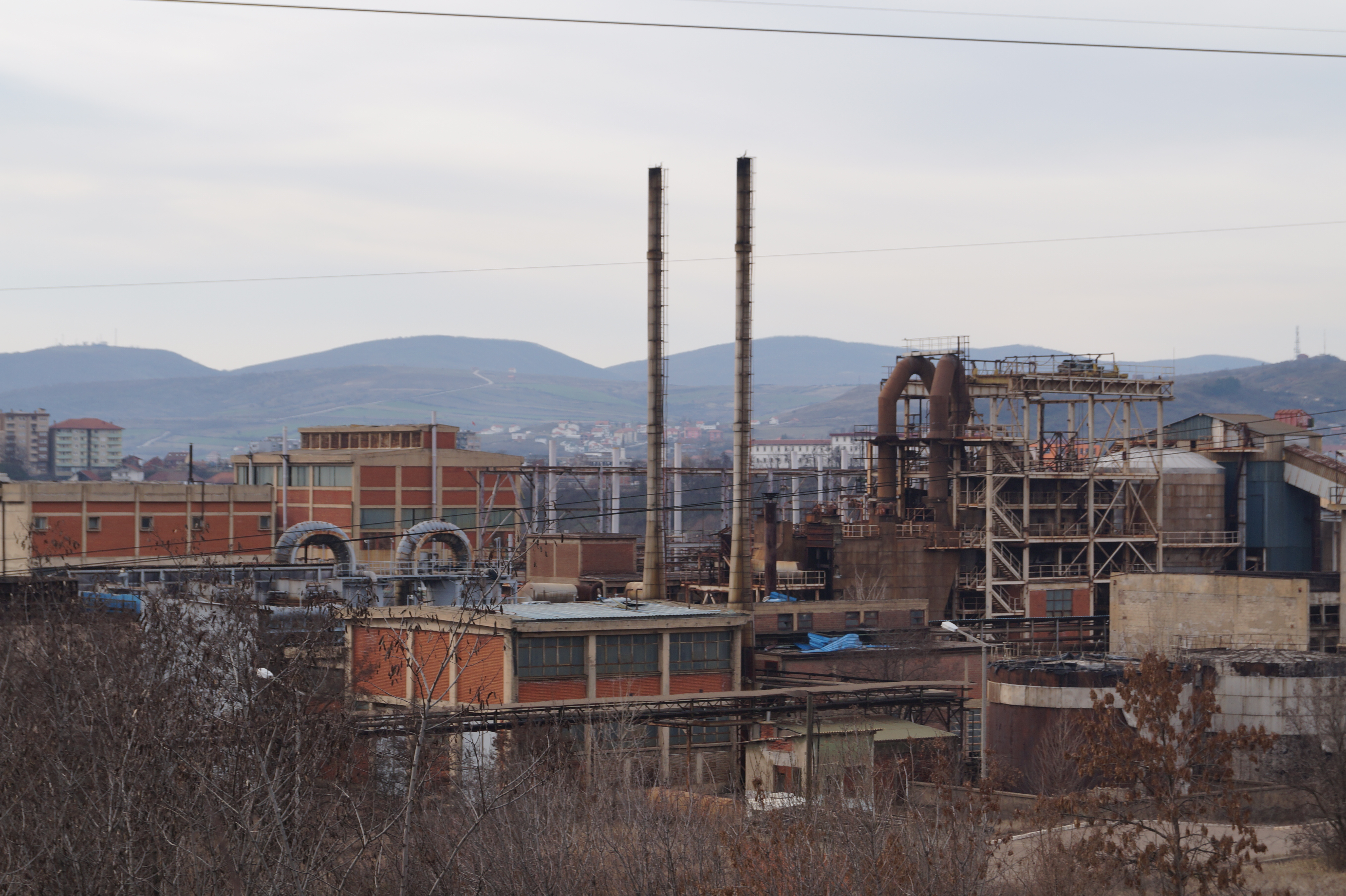
Mijnbouwindustrie van Trepča

## Jumelages
- Kumanovo (Noord-Macedonië)
- San Cristóbal (Venezuela)

## Geboren
- Bajram Rexhepi (1954), Kosovaars premier onder de UNMIK
- Stevan Stojanović (1964), Servisch voetballer
- Vjosa Osmani (1982), Kosovaars president
- Milan Biševac (1983), Servisch voetballer
- Miloš Krasić (1984), Servisch voetballer
- Valon Behrami (1985), Zwitsers voetballer
- Rona Nishliu (1986), Kosovaars radiopresentatrice en zangeres
- Erton Fejzullahu (1988), Kosovaars-Zweeds voetballer
- Nemanja Miletić (1991), Servisch voetballer
- Benjamin Bahtiri (1992), Kosovaars-Nederlands voetballer
- Nevena Božović (1994), Servisch zangeres

Deçan · Dragash · Drenas · Gjakovë · Ferizaj · Fushë Kosovë · Gjilan · Gračanica (Graçanicë) · Hani i Elezit · Istog · Junik · Kaçanik · Kamenicë · Klinë · Klokot (Kllokot) · Leposavić (Albanik) · Lipjan · Malishevë · Mamushë · Mitrovicë · Novobërdë · Obiliq · Parteš (Partesh) · Pejë · Podujevë · Pristina (Prishtinë, Priština) · Prizren · Rahovec · Ranilug (Ranillug) · Skënderaj · Štrpce (Shtërpcë) · Shtime · Suharekë · Viti · Vushtrri · Zubin Potok (Zubin Potok) · Zvečan (Zveçan)